# Massa (Marroc)
Massa (en àrab ماسة, Māsa; en amazic ⵎⴰⵙⵙⴰ) és una comuna rural de la província de Chtouka-Aït Baha, a la regió de Souss-Massa, al Marroc. Segons el cens de 2014 tenia una població total de 17.579 persones. Es troba a 45 km al sud d'Agadir i 50 al nord de Tiznit, a la desembocadura del uadi Massa.
La població formava part de la regió de Souss-Massa-Draâ, a la província de Tiznit. Hi residient els Masst, tribu amaziga (en àrab Ahl Massa).

## Història
Plini el Vell esmenta el riu com flumen Masatat al nord del flumen Darat (modern riu Draa), i la regió poblada pels masata que correspondrien a la moderna tribu. A la platja de Massa la llegenda diu que Uqba ibn Nafi va entrar a la mar amb el seu cavall per testimoniar davant Déu que no hi havia més terres per conquerir cap a l'oest.
Diversos geògrafs àrabs esmenten el port a l'edat mitjana i s'afegeix que hi havia un famós ribat; era a més, segons al-Idrisi, seu d'algunes fires. Ibn Khaldun descriu el ribat de Massa que segons la llegenda era el lloc on havia d'aparèixer el mahdi. A partir del 1450 els portuguesos van establir una posició comercial privilegiada a la ciutat. Al final del segle XV va esdevenir una de les grans zawiyes del Sus, en el marc del moviment religiós d'al-Djazuli. A principis del segle xvi els genovesos venien al port per comprar or, cera, cuiros, laques i blavet. Lleó l'Africà descriu la població com formada per tres nuclis principals rodejats d'una muralla de pedra, en mig d'un bosc de palmeres; pel cultiu s'aprofitaven les crescudes del uadi Massa; vora la mar hi havia un temple molt venerat del que havia de sortir el mahdí. La mar portava restes de balenes i catxalots a la costa i es podia recol·lectar ambre gris. La llegenda deia que Jonàs fou escopit per la balena a la platja de Massa.
Després de la caiguda dels sadites, es va desenvolupar el principat marabútic de Tazerwalt, del que Massa fou el principal port comercial, freqüentat per europeus, tot i que va acabar suplantat per Agadir. Amb la decadència del principat de Tazerwalt a la segona meitat del segle xix, Massa va perdre tota importància. Avui hi ha una sèrie de pobles petits a la zona (Jouaber, Tasnoulte, Infentar, Idaouloune, Sidi Aäbou, Tiguemi Lajdid, Aghbalou, Zaouit, Elkharij, Tassila, Ikhrban, Tikiwt, Ait Souk, Ait Iliass, Idawmihya, Imalalen, Aghrimz, Igui igumir, Sidi Binzaren, Sidi Boulfdayel, Sidi Wassay i Sidi Rbat. Una regió de 338 km² entre Agadir i Tiznit, a l'entorn de Massa, fou declarada parc nacional el 1991, amb el nom de Parc Nacional de Sus-Massa, amb gran riquesa de flora i fauna.